# Assaré
Assaré est une ville de l’état du Ceará de la région Nordeste du Brésil,,,. En 2010, elle compte 22 448 habitants.

## Personnalités liées à la ville
C’est à Assaré qu’est né et a vécu le poète Patativa do Assaré.